# Calle Chicarreros

La calle Chicarreros es una vía pública del centro histórico la ciudad española de Sevilla.

## Descripción
La vía, cuyo título es de origen gremial, discurre desde la calle Álvarez Quintero hasta la plaza de San Francisco. Aparece descrita en la Noticia histórica del origen de los nombres de las calles de esta ciudad de Sevilla (1839) de Félix González de León con las siguientes palabras:

Calle Chicarreros. Pertenece al cuartel A. y á la parroquia del Sagrario. Chicarreros de Grados era su antiguo nombre, porque los que vivían en ella eran los maestros y alcaldes del gremio de Chicarreros, ante quien se sustanciaban los litigios, y se sufrian los ecsámenes. En el dia todas sus casas son tiendas de Jollerías y platerias, y algunas tiendas de mercader. A la cabeza ó testero de la calle, está en un balcon un antiguo retablo con su puerta dedicado à una imàgen de escultura de Nuestra Señora de Balvanera, sentada con el niño Jesus en los brazos; de cuyo culto con bastante esmero cuidan los vecinos. La calle no es muy ancha, ni larga; pasa desde la entrada, de calle Escobas, á la plaza de San Francisco.
(González de León, 1839, p. 230)